# 최후의 승자 (범죄 영화)
《최후의 승자》(Men Of Respect)는 미국에서 제작된 윌리엄 라일리 감독의 1990년 드라마, 범죄, 스릴러 영화이다. 존 터투로 등이 주연으로 출연하였다. Mike Battaglia 역을 맡은 존 터투로는 마피아 청부살인자로서 자신의 보스를 죽인다.

## 출연

### 주연
- 존 터투로
- 캐서린 보로위츠
- 데니스 파리나

### 조연
- 피터 보일
- 리리아 스칼라
- 스티븐 라이트
- 로드 스테이거
- 스탠리 투치
- 칼 카포토토

## 기타
- 원작자: 윌리엄 셰익스피어
- 라인프로듀서: 게리 멜먼
- 미술: 윌리엄 바클레이
- 의상: 수잔 라이얼
- 배역: 팻 맥코클